# Leucèmia mieloide
La leucèmia mieloide és un tipus de leucèmia que afecta el teixit mieloide.
Els tipus inclouen:
- Leucèmia mieloide aguda
- Leucèmia mieloide crònica
- Leucèmia megacarioblàstica aguda
- Neoplàsia blàstica de cèl·lules dendrítiques plasmocitoides